# 泥利可汗

泥利可汗，阿史那氏，他是木杆可汗之孙，鞅素特勤之子。
587年，东突厥莫何可汗出兵擒阿波可汗，献于隋朝。其国立鞅素特勤之子，是为泥利可汗。589年，隋朝灭亡陈朝后，他和大义公主合谋，想要反隋，未果。其妻为汉人向氏。601年，泥利可汗被铁勒击败。603年，达头可汗被隋朝和启民可汗击败，逃亡吐谷浑。泥利可汗部落逐渐称霸西突厥。604年前后，泥利可汗去世，其子阿史那达曼即位，为泥撅處羅可汗。达曼之弟阙达设。